# Cihambulu
Cihambulu is een bestuurslaag in het regentschap Subang van de provincie West-Java, Indonesië. Cihambulu telt 3550 inwoners (volkstelling 2010).